# Seleção Uruguaia de Basquetebol
A Seleção Uruguaia de Basquetebol Masculino é a equipe que representa o Uruguai e e a seleção menos conhecida em competições internacionais de Basquetebol. É gerida pela Federación Uruguaya de Basketball fundada em 1915 e filiada a Federação Internacional de Basquetebol.

## Medalhas
- Jogos Olímpicos
  -  Bronze (2): 1952 e 1956

- Jogos Pan-Americanos
  -  Bronze (1): 2007

- Copa América
  -  Prata (1): 1984

- Campeonato Sul-Americano
  -  Ouro (11): 1930, 1932, 1940, 1947, 1949, 1953, 1955, 1969, 1981, 1995 e 1997
  -  Prata (13): 1937, 1939, 1942, 1943, 1945, 1958, 1961, 1968, 1971, 1977, 1985, 2006 e 2008
  -  Bronze (10): 1935, 1938, 1941, 1963, 1976, 1979, 1983, 1989, 2003, 2010, 2012 e 2016

## Elenco
| Uruguai - Copa América de 2013 | Uruguai - Copa América de 2013 | Uruguai - Copa América de 2013 | Uruguai - Copa América de 2013 | Uruguai - Copa América de 2013 | Uruguai - Copa América de 2013 |
| #                              | Pos                            | Nome                           | Alt.                           | Nasc.                          | Clube                          |
| ------------------------------ | ------------------------------ | ------------------------------ | ------------------------------ | ------------------------------ | ------------------------------ |
| 4                              | AR                             | Marcos Cabot                   | 1,81m                          | 05/07/1989                     | Defensor                       |
| 5                              | AR                             | Bruno Fitipaldo                | 1,84m                          | 02/08/1991                     | Malvin                         |
| 6                              | A                              | Emilio Taboada                 | 1,91m                          | 11/05/1982                     | Universo                       |
| 7                              | P                              | Mathias Calfani                | 2,05m                          | 21/01/1992                     | Malvin                         |
| 8                              | AR                             | Nicolás Mazzarino              | 1,81m                          | 21/10/1975                     | Cantù                          |
| 9                              | AP                             | Sebastián Vazquez              | 2,03m                          | 04/09/1985                     | Malvin                         |
| 10                             | AR                             | Leandro García                 | 1,88m                          | 27/06/1980                     | Halcones                       |
| 11                             | P                              | Reque Newsome                  | 2,04m                          | 08/10/1981                     | Malvin                         |
| 12                             | AR                             | Federico Bavosi                | 1,90m                          | 03/01/1981                     | Union                          |
| 13                             | P                              | Kiril Wachsmann                | 2,03m                          | 12/01/1984                     | Melilla                        |
| 14                             | AP                             | Sebastián Izaguirre            | 2,07m                          | 04/12/1985                     | Defensor                       |
| 15                             | P                              | Esteban Batista                | 2,08m                          | 02/09/1983                     | Efes Pilsen                    |
|                                |                                |                                |                                | Técnico                        |                                |
| Fonte: fiba.com                |                                |                                |                                |                                |                                |